# Rivalité Army-Notre Dame
La  Rivalité Army-Notre Dame est une rivalité dans le football américain universitaire opposant l'équipe des Black Knights de l'Académie militaire de West Point basée dans l'État de New York à celle du Fighting Irish de l'université de Notre-Dame-du-Lac basée à South Bend en Indiana.

## Histoire
Le premier match entre l'Army et Notre Dame en 1913 est généralement considéré comme le match qui a établi la réputation nationale du Fighting Irish. Lors de ce match, Notre Dame a révolutionné la passe en avant avec une victoire écrasante de 35 à 13. Pendant des années, ce fut « le match » du calendrier de Notre Dame, lequel était joué au Yankee Stadium de New York. Au cours des années 1940, la rivalité avec les Cadets de l'Army atteint son apogée. En effet, les deux équipes connaissent un grand succès et se rencontrent plusieurs fois lors de matchs clés, dont l'un des Games of the Century (en), un match nul sans point inscrit en 1946.
En 1944, les Cadets ont provoqué la pire défaite de l'histoire du football américain de Notre Dame en écrasant le Fighting Irish 59 à 0. L'année suivante, le match connait un scénario identique avec un blitzkrieg de 48 à 0. Le match est joué à South Bend pour la première fois en 1947 et le Fighting Irish gagne 27 à 7. Le match de 1918 est annulé à la suite de la Première Guerre mondiale. Après s'être rencontrés chaque année depuis 1919, la série a connu une pause de dix ans de 1948 à 1957. Depuis lors, les rencontres ont été plus rares au cours des dernières décennies, et la dernière victoire de l'Army remonte à 66 ans, en 1958.
Comme la Navy, en raison de la petite capacité du Michie Stadium de l'Army, les Cadets jouent leurs matchs à domicile sur un site neutre, soit pendant plusieurs années le Yankee Stadium et avant cela, le Polo Grounds. En 1957, le match est joué au Municipal Stadium de Philadelphie (renommé plus tard John F. Kennedy Stadium) tandis qu'en 1965, les équipes se rencontrent au Shea Stadium dans le Queens. Leur dernière rencontre au Yankee Stadium d'origine remonte à 1969. Joué à West Point en 1973, le Fighting Irish gagne le match 62 à 3 avant de décrocher le titre national. Plus récemment, les matchs où l'armée était l'hôte ont été joués au Giants Stadium à East Rutherford, dans le New Jersey.
Le dernier affrontement a lieu en 2016 à l'occasion des Shamrock Series joué dans l'Alamodome de San Antonio et voit une victoire aisée de Notre Dame 44 à 6. Les Irlandais ont remporté les quinze derniers matchs, la plus longue séquence de l'histoire de la rivalité. La rencontre de 2024 au nouveau Yankee Stadium commémore les Four Horsemen de Notre Dame (en) qui les avait menés vers une victoire surprise contre l'Army au Polo Grounds en 1924.

## Match de 1944
Cela faisait treize saisons que l'Army n'avait pas battu Notre Dame. En fait, la dernière fois que l'Army avait inscrit des points contre le Fighting Irish, c'était en 1938. Notre Dame est champion national en titre, mais l'équipe a perdu de nombreux joueurs clés à cause de l'obtention de leur diplôme et des services armés. Les Irishs perdent également leur entraîneur principal Frank Leahy parti faire son service militaire et sont dès lors dirigés par Ed McKeever.
Notre Dame commence le match avec un bilan provisoire de 5 victoires pour une défaite en étant classée 5e équipe du pays. après une défaite 13 à 32 contre la Navy. L'équipe de l'Army est emmenée par l'halfback Glenn Davis et le fullback Doc Blanchard (en). Les Cadets possèdent également en leurs rangs, le quarterback Doug Kenna (en) et un transfert de l'université du Texas, le sprinter Max Minor.
L'Army va submerger Notre Dame. Kenna ouvre le score en inscrivant un touchdown à la course. Il joue également en défense et intercepte une passe adverse qui a comme conséquence un nouveau touchdown inscrit à la course par Max Minor. Kenna inscrit ensuite un troisième touchdown tandis que le running back Glenn Davis réussit également une interception et inscrit deux touchdowns à la course. À la mi-temps, l'Army mène par 33 à 0.
A la reprise, Kenna inscrit un nouveau touchdown à la passe et Davis un autre à la course. Même les remplaçants de l'Army participent à l'action. Harold Tavzel, remplaçant au poste d'offensive tackle, intercepte une passe mal lancée par le quarterback de Notre Dame et inscrit un touchdown après une petite course de quelques yards.
L'Army remporte finalement le match 59 à 0 et inflige à Notre Dame la pire défaite de son histoire. Les Irishs remportent néanmoins leurs trois derniers matchs de la saison et terminent classés 9e avec un bilan  en fin de saison de 8 victoires et 2 défaites.
Interrogé par un journaliste sur le score, l'halfback de l'Army Doc Blanchard déclare : « S'il y a quelqu'un à blâmer pour le grand écart au score, c'est Notre Dame, qui avait attisé notre désir de gagner après nous avoir humilié pendant ces dernières saisons ».

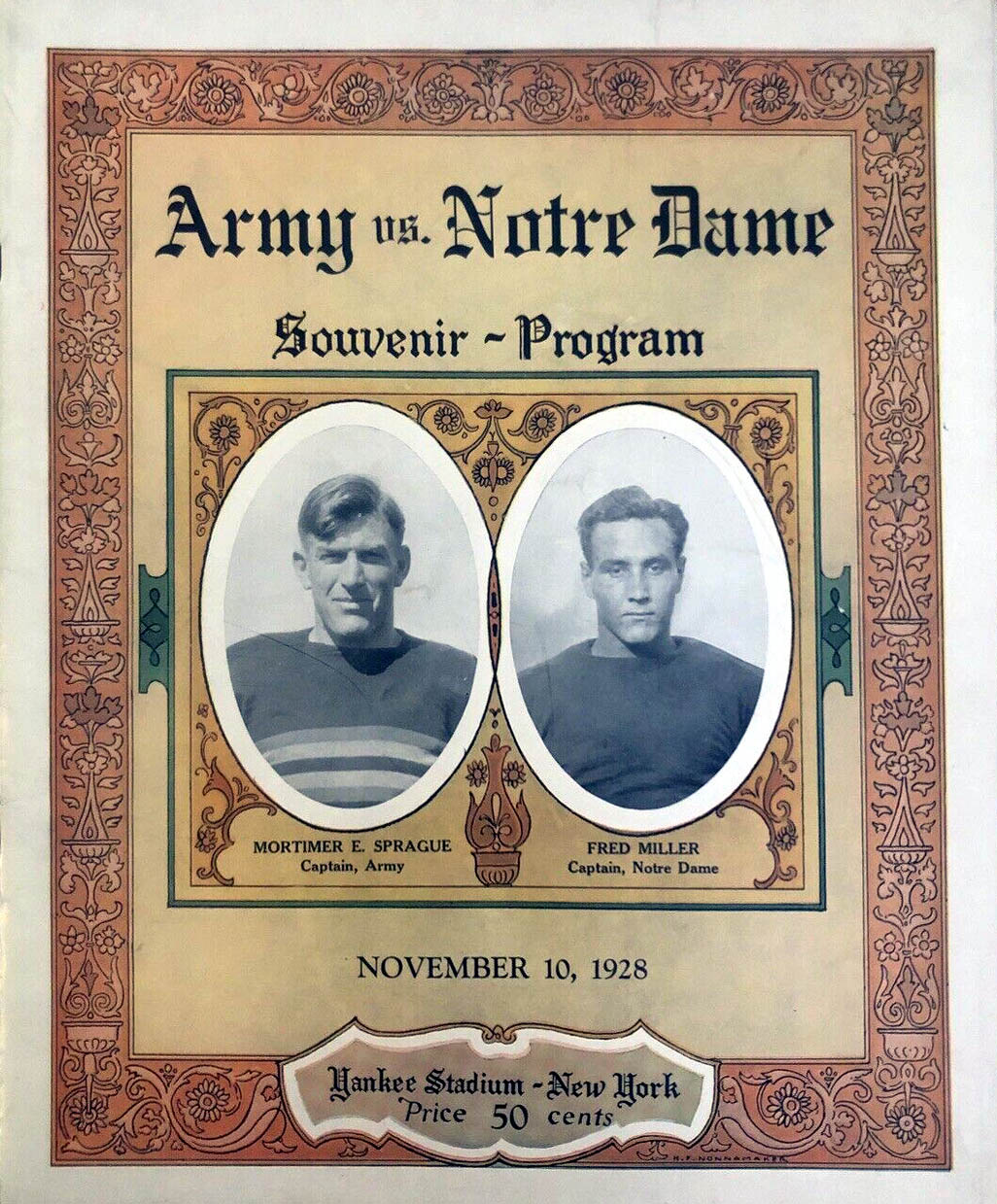
Programme du match de l'édition 1928 au Yankee Stadium.

## Palmarès
Le classement des équipes dans les tableaux ci-dessous est celui de l'Associated Press avant la saison 2014 et celui du comité du College Football Playoff depuis 2014.
| 40 victoires pour Notre Dame   | 8 victoires pour l'Army                   | 4 nuls                                    |                                           |
| Plus large victoire            | Army, 59–0 (1944) Notre Dame, 62–3 (1973) | Army, 59–0 (1944) Notre Dame, 62–3 (1973) | Army, 59–0 (1944) Notre Dame, 62–3 (1973) |
| Plus longue série de victoires | Notre Dame, 15 (depuis 1965)              | Notre Dame, 15 (depuis 1965)              | Notre Dame, 15 (depuis 1965)              |
| Série en cours sans défaite    | Notre Dame, 16 (depuis 1965)              | Notre Dame, 16 (depuis 1965)              | Notre Dame, 16 (depuis 1965)              |

| N° | Date              | Lieu       | Vainqueur      | Score |
| -- | ----------------- | ---------- | -------------- | ----- |
| 01 | 1er novembre 1913 | West Point | Notre Dame     | 35–13 |
| 02 | 7 novembre 1914   | West Point | Army           | 20–07 |
| 03 | 6 novembre 1915   | West Point | Notre Dame     | 07–0  |
| 04 | 4 novembre 1916   | West Point | Army           | 30–10 |
| 05 | 3 novembre 1917   | West Point | Notre Dame     | 07–02 |
| 06 | 8 novembre 1919   | West Point | Notre Dame     | 12–09 |
| 07 | 30 octobre 1920   | West Point | Notre Dame     | 27–17 |
| 08 | 5 novembre 1921   | West Point | Notre Dame     | 28–0  |
| 09 | 11 novembre 1922  | West Point | Nul            | 00–0  |
| 10 | 13 octobre 1923   | Brooklyn   | Notre Dame     | 13–0  |
| 11 | 18 octobre 1924   | New York   | Notre Dame     | 13–07 |
| 12 | 17 octobre 1925   | Bronx      | Army           | 27–0  |
| 13 | 13 novembre 1926  | Bronx      | Notre Dame     | 07–0  |
| 14 | 12 novembre 1927  | Bronx      | Army           | 18–0  |
| 15 | 10 novembre 1928  | Bronx      | Notre Dame     | 12–06 |
| 16 | 30 novembre 1929  | Bronx      | Notre Dame     | 07–0  |
| 17 | 29 novembre 1930  | Chicago    | Notre Dame     | 07–06 |
| 18 | 28 novembre 1931  | Bronx      | Army           | 12–0  |
| 19 | 26 novembre 1932  | Bronx      | Notre Dame     | 21–0  |
| 20 | 2 décembre 1933   | Bronx      | Notre Dame     | 13–12 |
| 21 | 24 novembre 1934  | Bronx      | Notre Dame     | 12–06 |
| 22 | 16 novembre 1935  | Bronx      | Nul            | 06–06 |
| 23 | 14 novembre 1936  | Bronx      | Notre Dame     | 20–06 |
| 24 | 13 novembre 1937  | Bronx      | #18 Notre Dame | 07–0  |
| 25 | 29 octobre 1938   | Bronx      | #7 Notre Dame  | 19–07 |
| 26 | 4 novembre 1939   | Bronx      | #4 Notre Dame  | 14–0  |
| 27 | 2 novembre 1940   | Bronx      | #2 Notre Dame  | 07–0  |

| N° | Date              | Lieu            | Vainqueur      | Score |
| -- | ----------------- | --------------- | -------------- | ----- |
| 28 | 1er novembre 1941 | Bronx           | Nul            | 00–0  |
| 29 | 7 novembre 1942   | Bronx           | #4 Notre Dame  | 13–0  |
| 30 | 6 novembre 1943   | Bronx           | #1 Notre Dame  | 26–0  |
| 31 | 11 novembre 1944  | Bronx           | #1 Army        | 59–0  |
| 32 | 10 novembre 1945  | Bronx           | #1 Army        | 48–0  |
| 33 | 9 novembre 1946   | Bronx           | Nul            | 00–0  |
| 34 | 8 novembre 1947   | South Bend      | #1 Notre Dame  | 27–07 |
| 35 | 12 octobre 1957   | Philadelphie    | #12 Notre Dame | 23–21 |
| 36 | 11 octobre 1958   | South Bend      | #3 Army        | 14–02 |
| 37 | 9 octobre 1965    | Queens          | #7 Notre Dame  | 17–0  |
| 38 | 8 octobre 1966    | South Bend      | #3 Notre Dame  | 35–0  |
| 39 | 11 octobre 1969   | Bronx           | #15 Notre Dame | 45–0  |
| 40 | 10 octobre 1970   | South Bend      | #3 Notre Dame  | 51–10 |
| 41 | 20 octobre 1973   | West Point      | #8 Notre Dame  | 62–03 |
| 42 | 19 octobre 1974   | South Bend      | #7 Notre Dame  | 48–0  |
| 43 | 15 octobre 1977   | East Rutherford | #11 Notre Dame | 24–0  |
| 44 | 18 octobre 1980   | South Bend      | #5 Notre Dame  | 30–03 |
| 45 | 15 octobre 1983   | East Rutherford | Notre Dame     | 42–0  |
| 46 | 19 octobre 1985   | South Bend      | Notre Dame     | 24–10 |
| 47 | 14 octobre 1995   | East Rutherford | #17 Notre Dame | 28–27 |
| 48 | 24 octobre 1998   | South Bend      | #18 Notre Dame | 20–17 |
| 49 | 18 novembre 2006  | South Bend      | #6 Notre Dame  | 41–09 |
| 50 | 20 novembre 2010  | Bronx           | Notre Dame     | 27–03 |
| 51 | 12 novembre 2016  | San Antonio     | Notre Dame     | 44–06 |
| 52 | 23 novembre 2024  | Bronx           | #6 Notre Dame  | 49-14 |

## Articles annexes
- Liste des matchs de rivalité en football américain universitaire de la NCAA